# سیمون خاچاطوریان
سیمون خاچاطوریان (ارمنی: Սիմոն Խաչատրյան ۱۴ آوریل، ۱۹۴۶ در تبریز - درگذشته ۲۶ مارس ۲۰۱۵ در تهران) فعال اجتماعی نقاش و هنرمند ارمنی‌تبار اهل ایران بود

## زندگی‌نامه
به سال ۱۹۴۶ (۱۳۲۵) در تبریز متولد شد. اجداد او از ساکنین بولانوخ (از توابع استان وان ارمنستان غربی) بودند که از نسل‌کشی ارمنی‌ها توسط ترکان عثمانی رهایی یافته و پای پیاده به آذربایجان غربی پناهده شده بودند. پدرش در تبریز به کسب آزاد مشغول بود و مادرش از اولین معلمان فن خیاطی و گلدوزی در ایران بود. خانواده اش در سال ۱۹۵۱ (۱۳۳۰) از تبریز به تهران نقل مکان یافتند. سیمون از سنین کودکی علاقه زیادی به طراحی و نقاشی پیدا کرد و اولین نقاشی او در هفت سالگی کوه‌های تصرف شده آرارات بود. تشویق والدین و رهنمودهای استادش خانم لئونی تاشچیان راهگشای او در عالم هنر نقاشی و خطاطی بوده است. سیمون تحصیلات عالی را در رشته‌های زبان انگلیسی (در کالج ترینیتی لندن) , حسابداری، حسابرسی در سازمان مدیریت صنعتی و امور اقتصادی و بیمه در دانشکده بین‌المللی آر.سی.دی. در تهران گذرانده و در کنار فعالیت‌های تخصصی خود در زمینه‌های مالی و مدیریت صنایع، در عرصه‌های هنری و اجتماعی نیز همواره فعال بوده است. فعالیت‌های هنری سیمون خاچاطوریان در سنین جوانی با ارائه خدمات خطاطی، ترجمه و نگارش مقاله‌های آموزشی، فرهنگی، اقتصادی و اجتماعی با مطبوعات ارمنی زبان توأم بوده است. او در اکثر مجموعه‌های ورزشی، فرهنگی، هنری و مطبوعاتی در زمینه‌های ترجمهٔ متون ورزشی، هنرهای رزمی، پیشاهنگی، شکار و طبیعت، طراحی جلد کتاب نویسندگان معاصر، خطاطی، نویسندگی، طراحی پوسترها و طرح‌های گرافیکی فعالیت چشمگیری داشته است. نقاشی چهره با سیاه قلم و راپید، زمینه مورد علاقه وی بود. بعضی از نمونه کارهای سیاه قلم او در بخش‌های مختلف کتاب به چاپ رسیده است.